# Рэндольф, Чарльз
Чарльз Рэндольф (англ. Charles Randolph) — американский сценарист и продюсер кино и телевидения. Рэндольф написал сценарии к нескольким фильмам и телефильмам, включая фильмы «Жизнь Дэвида Гейла» (2003), «Переводчица» (2005) и «Любовь и другие лекарства» (2010). Рэндольф получил номинацию на «Золотой глобус» за лучший сценарий, и выиграл премии BAFTA за лучший адаптированный сценарий и «Оскар» за лучший адаптированный сценарий как один из сценаристов фильма «Игра на понижение» в 2015 году.
Рэндольф родился в Нашвилле, Теннесси. Он был профессором культурологии и философии. Когда ему было 33 года, Рэндольф на выходных читал лекции в Университете Южной Калифорнии в Лос-Анджелесе. Знакомые братьев Фаррелли вдохновили Рэндольфа написать первый сценарий.

## Личная жизнь
Женат на израильской актрисе Мили Авитал, у них двое детей.

## Фильмография
| Год  | Фильм                                                     | Роль                                |
| ---- | --------------------------------------------------------- | ----------------------------------- |
| 2001 | Безымянный проект Чарльза Рэндольфа (телевизионный фильм) | сценарист и исполнительный продюсер |
| 2003 | Жизнь Дэвида Гейла                                        | сценарист                           |
| 2005 | Переводчица                                               | сценарист                           |
| 2009 | Нежность                                                  | продюсер                            |
| 2010 | Любовь и другие лекарства                                 | сценарист и продюсер                |
| 2010 | Чудесные Мэлади (телевизионный пилот)                     | сценарист и исполнительный продюсер |
| 2013 | Миссионер (телевизионный фильм)                           | сценарист и исполнительный продюсер |
| 2015 | Игра на понижение                                         | сосценарист                         |
| 2016 | На виду (телевизионный фильм)                             | сценарист и исполнительный продюсер |